# Brentwood (district)
Brentwood is een Engels district in het shire-graafschap (non-metropolitan county OF county) Essex en telt 77.000 inwoners. De oppervlakte bedraagt 153 km². Hoofdplaats is Brentwood.
Van de bevolking is 18,4% ouder dan 65 jaar. De werkloosheid bedraagt 1,9% van de beroepsbevolking (cijfers volkstelling 2001).

## Plaatsen in district Brentwood
- Brentwood
- Ingatestone
- Pilgrims Hatch

## Civil parishesin district Brentwood
Blackmore, Hook End and Wyatts Green, Doddinghurst, Herongate and Ingrave, Ingatestone and Fryerning, Kelvedon Hatch, Mountnessing, Navestock, Stondon Massey, West Horndon.